# Барон О’Хейган

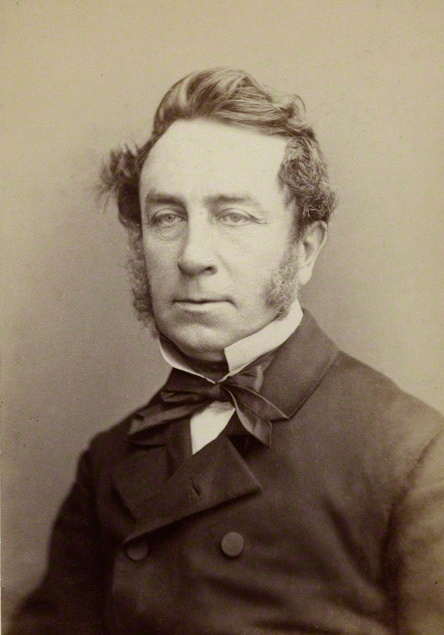
Томас О’Хейган, 1-й барон О’Хейган

Барон О’Хейган (англ. Baron O'Hagan) из Tullahogue в графстве Тирон — наследственный титул в системе Пэрства Соединённого королевства. Он был создан 14 июня 1870 года для ирландского адвоката и судьи, сэра Томаса О’Хейгана (1812—1885). Он заседал в Палате общин Великобритании от Трали (1863—1865), занимал должности генерального солиситора Ирландии (1860—1861), генерального атторнея Ирландии (1861—1865) и лорда-канцлера Ирландии (1868—1874, 1880—1881). Его младший сын, Морис Герберт Таунли Таунли-О’Хейган, 3-й барон О’Хейган (1882—1961), занимал должность лорда-в-ожидании в либеральной администрации сэра Генри Кэмпбелла-Баннермана и Герберта Генри Асквита (1907—1910), затем был вице-спикером Палаты лордов. В 1909 году лорд О’Хейган получил королевское разрешение на дополнительную фамилию «Таунли», которую носил его дед по материнской линии. Его внук, Чарльз Таунли Стрейчи, 4-й барон О’Хейган (1945—2025) был сыном достопочтенного Томаса Энтони Эдварда Таунли Стрейчи (1917—1955). Лорд О’Хейган был депутатом Европейского парламента от Девона (1973—1975, 1979—1994), сначала в качестве независимого, а затем в качестве консервативного депутата. «Стрейчи» — это была фамилия его деда по материнской линии, Эдварда Стрейчи, 1-го барона Стрейчи (1858—1936).
По состоянию на 2025 год носителем титула являлся его брат, Ричард Таунли Стрейчи, 5-й барон О’Хейган (род. 1950), который стал преемником своего брата в 2025 году. 

## Бароны О’Хейган (1870)
- 1870—1885: Томас О’Хейган, 1-й барон О’Хейган[англ.] (29 мая 1812 — 1 февраля 1885), сын торговца Эдварда О’Хейгана[1];
- 1885—1900: Томас Таунли О’Хейган, 2-й барон О’Хейган[англ.] (5 декабря 1878 — 13 декабря 1900), старший сын предыдущего от второго брака[2];
- 1900—1961: Морис Герберт Таунли Таунли-О’Хейган, 3-й барон О’Хейган[англ.] (20 февраля 1882 — 18 декабря 1961), младший брат предыдущего[3];
- 1961—2025: Чарльз Таунли Стрейчи, 4-й барон О’Хейган (6 сентября 1945 — 23 марта 2025), старший сын достопочтенного Томаса Энтони Эдварда Таунли Стрейчи (1917—1955), внук предыдущего[4];
- 2025 — настоящее время: Ричард Таунли Стрейчи, 5-й барон О’Хейган (род. 29 декабря 1950), младший брат предыдущего[5];
  - Наследник титула: достопочтенный Коламба Стрейчи (род. 1985), сын предыдущего.